# SummerSlam (1997)
SummerSlam (1997) — щорічне pay-per-view шоу «SummerSlam», що проводиться федерацією реслінгу WWE. Шоу відбулося 3 серпня 1997 року в Континентал-Ерлайнс-арена у Іст-Резерфорд, Нью-Джерсі (США). Це було 10 шоу в історії «SummerSlam». Під час шоу відбулося сім матчів і було розіграно 3 чемпіонські титули.